# 태풍 고니 (2020년)
2020년 제19호 태풍 고니(Goni) 또는 필리핀명 슈퍼 태풍 롤리(Rolly)는 2020년에 발생한 열대저기압을 통틀어 가장 강한 열대저기압이다.(1분풍속) 미국 합동태풍경보센터 기준으로 태풍 고니는 2020년 3번째로 사피어-심프슨 열대저기압 등급의 카테고리 5등급 열대저기압이 되었고 1분 최대풍속이 170kts (약 87m/s)까지 달하였다. 고니는 대한민국에서 제출한 이름으로 고니를 의미한다.

## 태풍의 진행

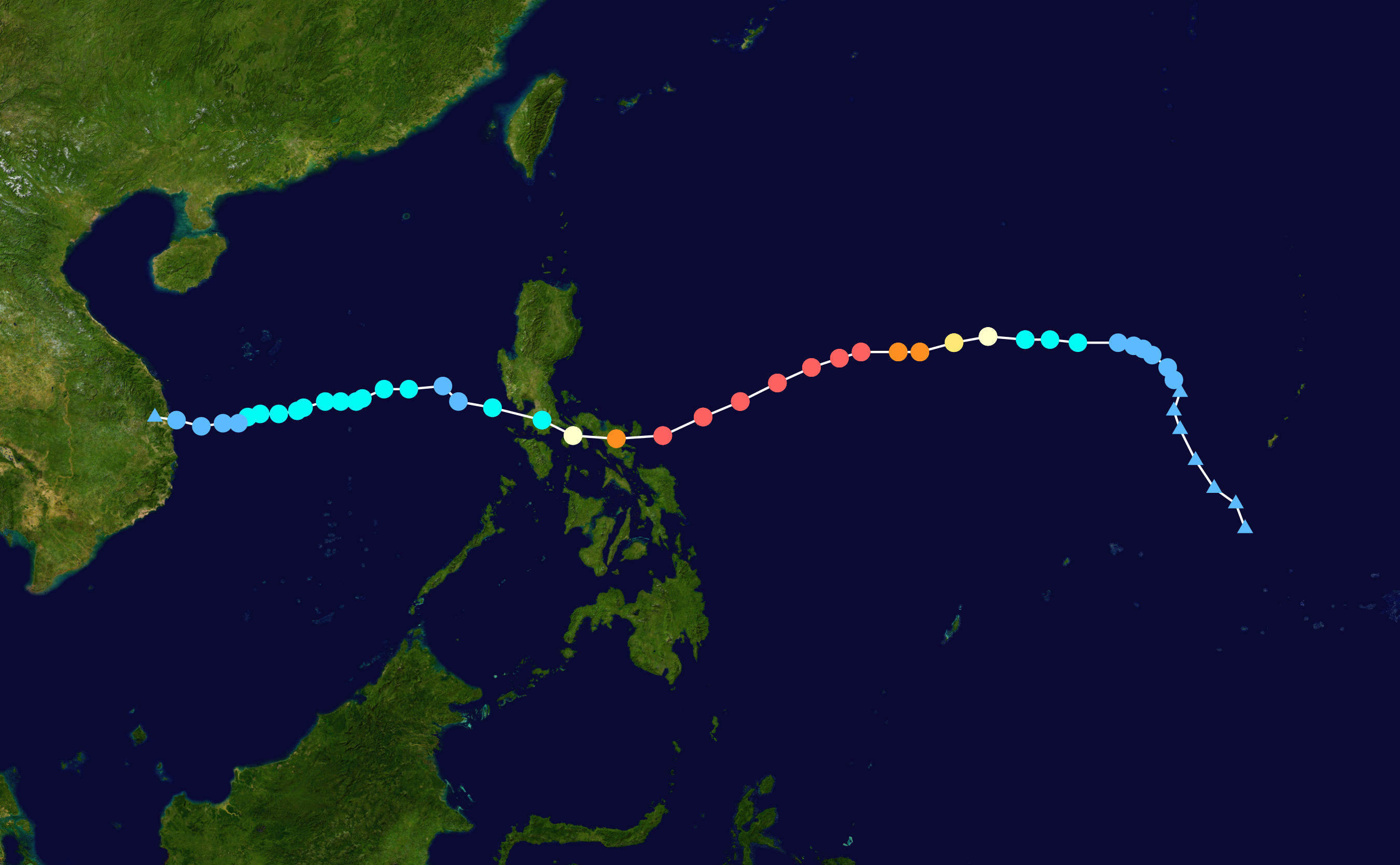
태풍 고니의 경로

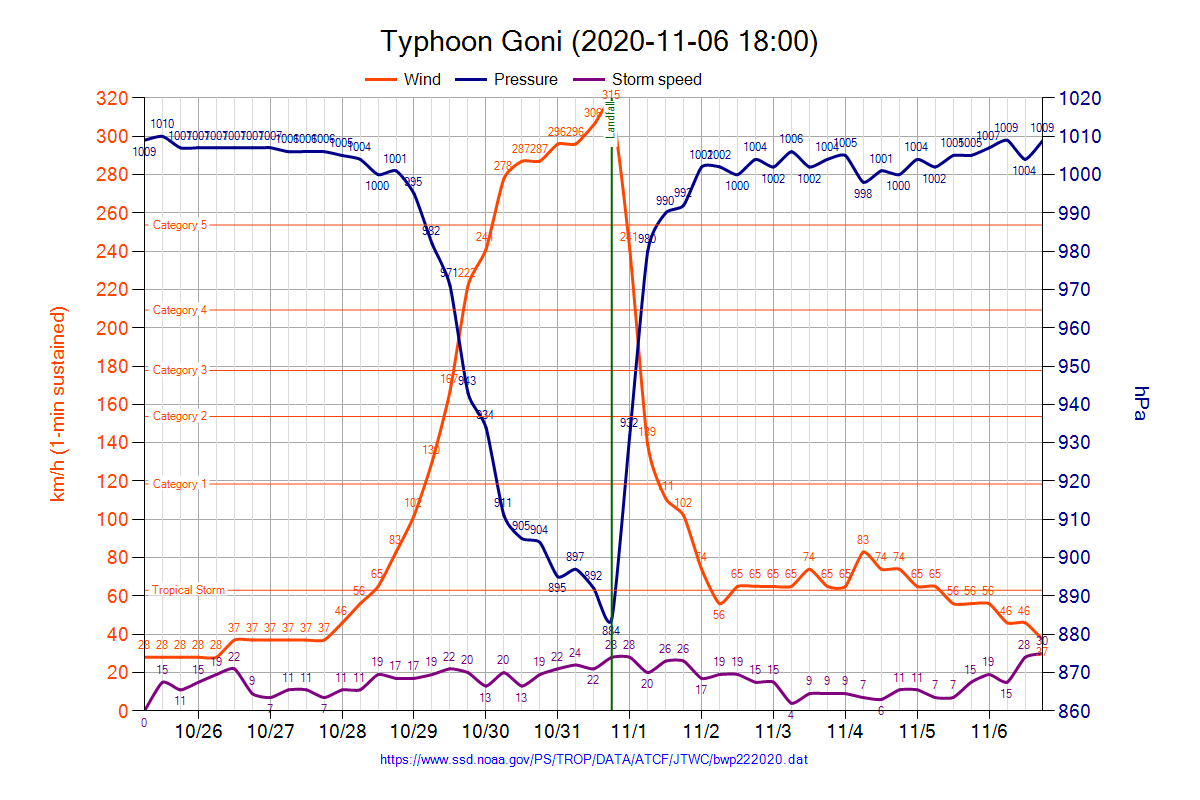
태풍 고니의 세력 변화

태풍 고니는 10월 29일 3시에 중심기압 1008hPa, 최대풍속 18m/s, 강풍 반경 110km의 열대폭풍으로 미국 괌 서북서쪽 약 1,000km 부근 해상에서 발생하였다.(일본 기상청 태풍정보 속보치 기준) 발생 이후 서~서남서진하며 급발달해서, 11월 1일 3시에 필리핀 마닐라 동남동쪽 약 450km 부근 해상에서 중심기압 905hPa, 최대풍속 62m/s의 '맹렬한' 태풍으로 최성기를 맞이하였다. 최성기 세력으로 11월 1일 6시에 필리핀 루손섬 카탄두아네스주 Bato 지역에 상륙하였다. 필리핀 상륙 이후 육상마찰로 급약화된 상태로 남중국해에 진출하였다. 남중국해 진출 이후 서~서남서진하며 약하게 발달하였다가 대륙성 고기압의 영향과 상층 발산 환경의 악화로 인해 베트남 상륙 직전에 다시 약화되어서, 한국 기상청 기준으로는 11월 5일 21시에 베트남 다낭 남동쪽 약 380km 부근 해상(남중국해)에서 중심기압 1002hPa의 열대저압부로 소멸하였다. 일본 기상청 기준으로는 11월 6일 3시에 베트남 다낭 남동쪽 약 377km 부근 해상(남중국해)에서 중심기압 1002hPa의 열대저압부로 소멸하였다.
| 순위 | 태풍번호                                          | 태풍이름                                                            | 최대풍속 (10분 평균) |
| ---- | ------------------------------------------------- | ------------------------------------------------------------------- | -------------------- |
| 1위  | 5915 6118                                         | 베라 낸시                                                           | 150 kt               |
| 2위  | 5914 7920                                         | 사라 팁                                                             | 140 kt               |
| 3위  | 8210 1013 1330                                    | 베스 메기 하이옌                                                    | 125 kt               |
| 4위  | 8122 8221 8422 8522 9019 9128 1614 1618 2019 2102 | 엘시 맥 바네사 닷 플로 유리 므란티 차바 고니 수리개                 | 120 kt               |
| 5위  | 1328 1419 1422 1504 1513 1622 1825 1826 1923 2114 | 레끼마 봉퐁 하구핏 마이삭 사우델로르 하이마 콩레이 위투 할롱 찬투   | 115 kt               |
| 6위  | 0918 1216 1217 1319 1413 1420 1506 1521 1601 1822 | 멜로르 산바 즐라왓 우사기 제너비브 누리 노을 두쥐안 네파탁 망쿳     | 110 kt               |
| 7위  | 1808 1821 1824 1902 1909 1919 2010 2116 2122 2211 | 마리아 제비 짜미 우딥 레끼마 하기비스 하이선 민들레 라이 힌남노     | 105 kt               |
| 8위  | 1408 1507 1511 1515 1516 1524 1620 1721 1921 2121 | 너구리 돌핀 낭카 고니 앗사니 곳푸 송다 란 부알로이 냐토             | 100 kt               |
| 9위  | 1119 1418 1526 1527 1616 1621 1705 1718 1913 2009 | 날개 판폰 인파 멜로르 말라카스 사리카 노루 탈림 링링 마이삭         | 95 kt                |
| 10위 | 1324 1326 1409 1502 1509 1525 1610 1928 2018 2201 | 다나스 위파 람마순 히고스 찬홈 참피 라이언록 간무리 몰라베 말라카스 | 90 kt                |

| 순위 | 태풍번호       | 태풍이름            | 최대풍속 (1분 평균) |
| ---- | -------------- | ------------------- | ------------------- |
| 1위  | 6118           | NANCY               | 185 kt              |
| 2위  | 6124           | VIOLET              | 180 kt              |
| 3위  | 5822           | IDA                 | 175 kt              |
| 4위  | 1330 1614 2019 | HAIYAN MERANTI GONI | 170 kt              |
| 5위  | 1923 7920 2102 | HALONG TIP SURIGAE  | 165 kt              |
| 6위  | 1919 1013      | HAGIBIS MEGI        | 160 kt              |
| 7위  | 1821           | JEBI                | 155 kt              |
| 8위  | 1826           | WUTU                | 150 kt              |
| 9위  | 1902           | WUTIP               | 145 kt              |
| 10위 | 1626           | NOCK-TEN            | 140 kt              |

## 피해
태풍 고니로 인해 필리핀 알바이주의 마욘산에서 진흙더미와 바위가 주택 300여채를 덮쳐 3명 이상이 실종됐고, 주택 7만 5000여개가 파손, 붕괴되었다. 필리핀보다 베트남에 큰 피해를 준 몰라베와 달리 고니는 필리핀에 더 큰 피해를 입혔다. 이런 사례가 또 있는데, 바로 2006년 태풍 두리안 상륙 당시이다.

## 제명
필리핀에 막대한 피해를 끼쳐 제명되었다.
대체 이름은 개나리로 결정되었다.

## 같이 보기
- 2020년 태풍
- 태풍 하이옌 (2013년)
- 태풍 므란티 (2016년)